# Embreea rodigasiana
Embreea rodigasiana es una especie de orquídea epifita.  Es nativa de Colombia y sudeste de Ecuador.

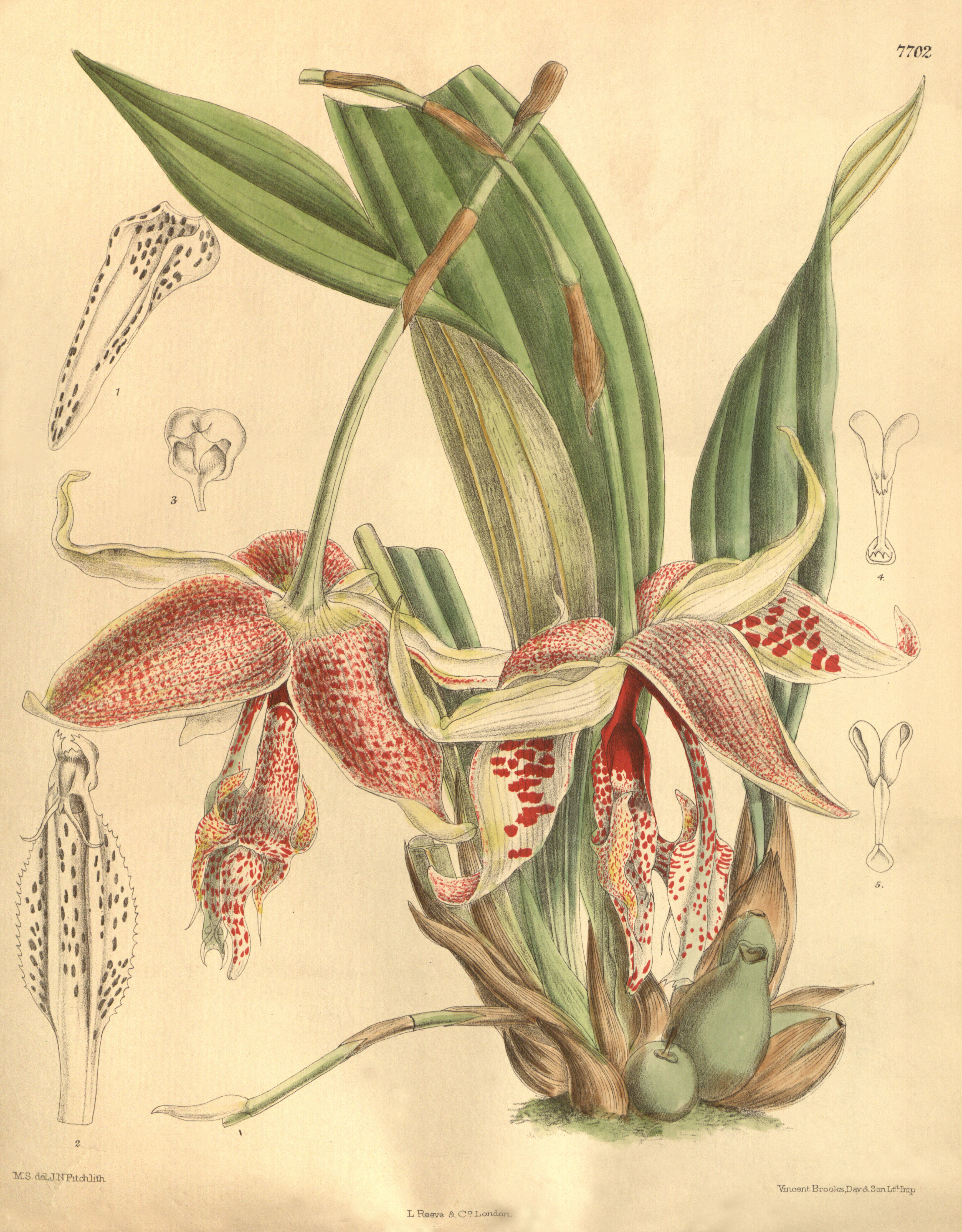
Ilustración

## Características
Son orquídeas de tamaño pequeño, que prefieren el clima cálido, son  epífitas  con pseudobulbo ovoide, tetra-angulado,  de color verde pálido con una sola hoja apical, suberecta,  oblanceoladas a  elíptico-oblonga, aguda, de color verde pálido. Florece  en una inflorescencia basal, colgante, de 8 a 25 cm de largo,  delgada con varias vainas y brácteas obovadas y grandes, solitarias, carnosas, las flores son de corta duración. La floración se produce en la primavera.

## Cultivo
Estas especies tiene que ser metidas en una cesta colgante para dar cabida a la inflorescencia colgante que surge de la base del pseudobulbo. Se distingue del género Stanhopea del que fue segregado por Dodson en 1980, debido a los cuatro cuernos del labelo y a los pseudobulbos  y hojas que son diferentes.

## Distribución y hábitat
Se encuentran Colombia y Ecuador como plantas epifitas en los bosques de niebla con hábitat  muy húmedo en alturas de 500 a 1500 metros.

## Taxonomía
Embreea rodigasiana fue descrita por  (Claess. ex Cogn.) Dodson y publicado en Phytologia 46(6): 389. 1980.
Sinónimos
- Stanhopea rodigasiana Claess. ex Cogn. 1898[2][4][5]